# Trumhålan
Trumhålan, (latin: cavitas tympani), kallas det smala, snedställda utrymme som ligger mellan trumhinnan och innerörat. Trumhålan innehåller de tre hörselbenen, hammaren, städet och stigbygeln (”malleus”, ”incus”, ”stapes”) och kommunicerar dorsokranialt (mot den bakre delen av kranium) med cellulae mastoidea (små hålrum i tinningbenet och ventrokaudalt (mot främre och nedre delen av kranium) med pars nasalis pharyngis (i svalget) via tuba auditiva (innerörats örontrumpet). Trumhålan tillsammans med örontrumpeten bildar mellanörat (”auris media”).